# Disc intercalat
Els discs intercalats són marques d'identificació microscòpica del múscul cardíac. El múscul cardíac està format per cèl·lules musculars del cor individuals (cardiomiòcits) connectades per discs intercalats per funcionar com un únic sincici funcional. Per contra, el múscul esquelètic està format per fibres musculars multinucleades i no presenta discs intercalats. Els discs intercalats admeten la contracció sincronitzada del teixit cardíac. Es produeixen a la línia Z del sarcòmer i es poden visualitzar fàcilment quan s'observa una secció longitudinal del teixit.

## Estructura
Els discs intercalats són estructures complexes que connecten cèl·lules musculars cardíaques adjacents. Els tres tipus d'unió cel·lular reconeguda com a forma d'un disc intercalat són els desmosomes, les unions adherents de la fàscia i les unions adherents.
- Fascia adherens són llocs d'ancoratge de l'actina i es connecten al sarcòmer més proper.[2]
- Els desmosomes impedeixen la separació durant la contracció unint filaments intermedis, ancorant la membrana cel·lular a la xarxa de filaments intermedis, unint les cèl·lules entre si.[1][2]
- Les unions comunicants connecten elèctricament els citoplasmes de les cèl·lules veïnes permetent que els potencials d'acció cardíac s'estengui entre les cèl·lules cardíaques permetent el pas d'ions entre cèl·lules, produint la despolarització del múscul cardíac.[2][1]

## Importància clínica
Les mutacions en el gen del disc intercalat són responsables de diverses miocardiopaties que poden provocar insuficiència cardíaca.

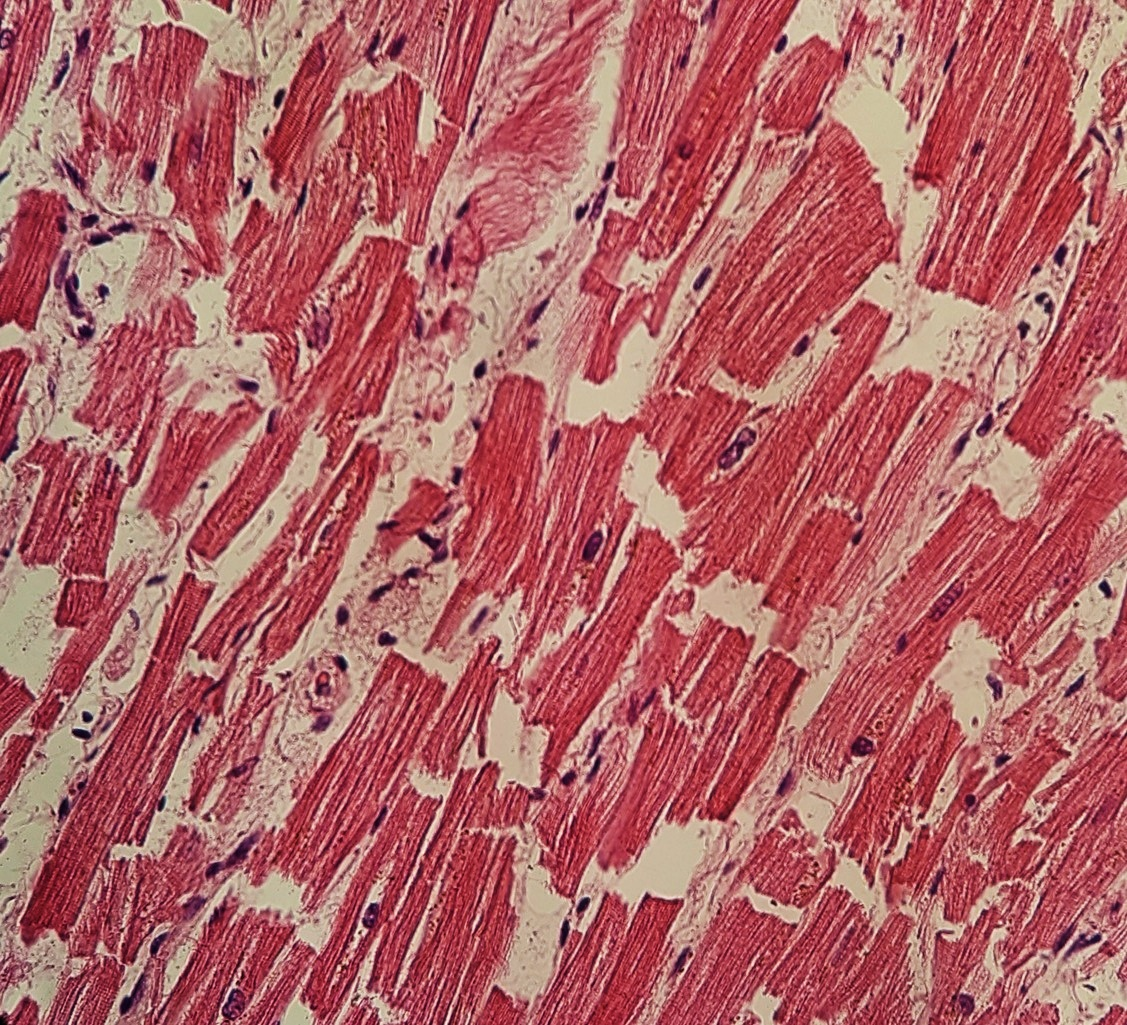
Discs intercalats trencats, en aquest cas considerats com un artefacte visual.

Els discs intercalats trencats, quan es veuen en histopatologia, tenen dues causes principals:
- Secció de micròtoms, per tant, un artefacte visual.[4]
- Contracció miocardíaca forta, al seu torn causada principalment per fibril·lació ventricular[5] o lesió elèctrica.[6]

Els signes addicionals que indiquen una contracció miocardíaca forta són:
- Feixos alternats de miòcits hiperconnectats amb hiperdistesos.
- Nuclis de miocardiòcits de forma quadrada.
- Miocardiòcits hiperdistesos amb sarcòmers despreniments, i en proximitat de miocardiòcits hipercontractats.

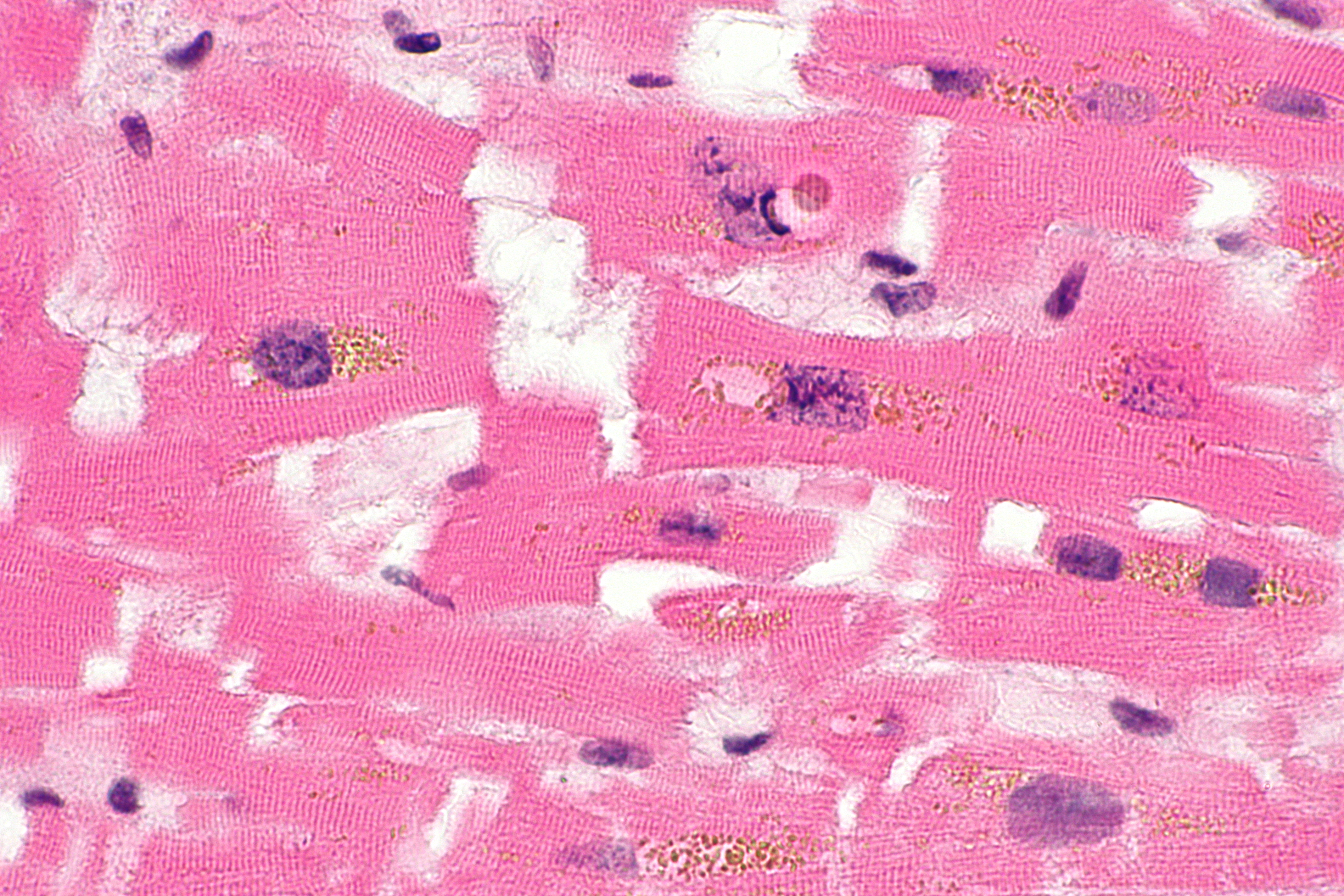
Nuclis de forma quadrada, que indiquen una forta contracció del miocardi.